# TV Star Meikan
TV Star Meikan (TVスター名鑑 Terebi Sutā Meikan?) es un directorio personalidad de televisión japonés de Tokyo News Service, que se lanza en el otoño cada año. TV Star Meikan fue publicado por primera vez en 1992. En conmemoración del 30 aniversario del lanzamiento de la revista de televisión TV Guide como un número extra especial (15 de octubre) se publicó (la portada es TV Star Meikan, en la contraportada es TV Guide Rinji Zōkan: Heisei 4-nen 10 tsuki 15-nichi-gō '92 Tv Star Meikan notado con un título diferente).
En este artículo, también describiremos Web-ban TV Star Meikan (Web版TVスター名鑑 Webu-ban Terebi Sutā Meikan?) y su revista hermana Fresh Star Meikan (フレッシュスター名鑑 Furesshu Sutā Meikan?).